# American Music Awards 2010
38-я церемония American Music Awards прошла 21 ноября 2010 года в Лос-Анджелесе, штат Калифорния. Одна из самых главных церемоний музыкальных наград США 2010 года была анонсирована 12 октября, когда были объявлены номинанты в основных категориях. Джастин Бибер победил во всех четырёх своих номинациях, включая главную «Исполнитель года». Ашер (три номинации) и Эминем (пять номинаций) получили по две награды.

## Выступления
На церемонии выступали с музыкальными номерами:
- Рианна: «Love the Way You Lie (Part II)» / «What’s My Name?» / «Only Girl (In the World)»[3]
- Энрике Иглесиас и Pitbull: «Tonight (I’m Lovin’ You)» / «I Like It»[4]
- Майли Сайрус: «Forgiveness and Love»[5]
- Diddy – Dirty Money: «Coming Home»[6]
- Kid Rock: «Times Like These»[7]
- The Black Eyed Peas: «The Time (Dirty Bit)»[8]
- Кэти Перри: «Firework»[9]
- Джастин Бибер: «Pray»[9]
- Bon Jovi: «What Do You Got?» / «You Give Love a Bad Name» / «It’s My Life»[10]
- Pink: «Raise Your Glass»[11]
- Ne-Yo: «Champagne Life» / «One in a Million» / «Telekinesis» / «Beautiful Monster»[12]
- Тейлор Свифт: «Back to December» / «Apologize»[13]
- Кристина Агилера: «Express»[14]
- Ашер и Swedish House Mafia: «DJ Got Us Fallin’ in Love[англ.]» / «Miami 2 Ibiza» / «One»[15]
- Train: «Marry Me» / «Hey, Soul Sister»[16]
- Kesha: «Take It Off» / «We R Who We R»[17]
- Карлос Сантана и Гэвин Россдэйл: «Get It On» / «Take Me to the River»[16]
- Backstreet Boys и New Kids on the Block: «Everybody (Backstreet’s Back)» / «Hangin’ Tough» / «I Want It That Way» / «Step by Step» / «You Got It (The Right Stuff)» / «Larger than Life»[18]

## Номинанты и победители
Номинантов 38-й церемонии American Music Awards представили 12 октября 2010 года Деми Ловато и Тайо Крус. По 5 номинаций было у Эминема и группы Lady Antebellum. Джастин Бибер победил во всех 4 номинациях, включая Artist of the Year, став самым молодым победителем в этой категории за всё время.
| Artist of the Year                                                                        | T-Mobile Breakthrough Artist                                                                                             |
| ----------------------------------------------------------------------------------------- | --- |
| - Джастин Бибер - Эминем - Кеша - Леди Гага - Кэти Перри                                  | - Джастин Бибер - Lady Antebellum - Майк Познер - Трэвис Маккой                                                          |
| Favorite Pop/Rock Male Artist                                                             | Favorite Pop/Rock Female Artist                                                                                          |
| - Джастин Бибер - Эминем - Ашер                                                           | - Кеша - Леди Гага - Кэти Перри                                                                                          |
| Favorite Pop/Rock Band/Duo/Group                                                          | Favorite Pop/Rock Album                                                                                                  |
| - The Black Eyed Peas - Lady Antebellum - Train                                           | - My World 2.0 — Джастин Бибер - Recovery — Эминем - Teenage Dream — Кэти Перри                                          |
| Favorite Country Male Artist                                                              | Favorite Country Female Artist                                                                                           |
| - Jason Aldean - Люк Брайан - Брэд Пейсли                                                 | - Миранда Ламберт - Тейлор Свифт - Кэрри Андервуд                                                                        |
| Favorite Country Band/Duo/Group                                                           | Favorite Country Album                                                                                                   |
| - Lady Antebellum - Rascal Flatts - Zac Brown Band                                        | - Need You Now — Lady Antebellum - Play On — Кэрри Андервуд - Wide Open — Jason Aldean                                   |
| Favorite Rap/Hip-Hop Male Artist                                                          | Favorite Rap/Hip-Hop Album                                                                                               |
| - B.o.B - Дрейк - Эминем                                                                  | - B.o.B Presents: The Adventures of Bobby Ray — B.o.B - Recovery — Эминем - Thank Me Later — Дрейк                       |
| Favorite Soul/R&B Male Artist                                                             | Favorite Soul/R&B Female Artist                                                                                          |
| - Крис Браун - Trey Songz - Ашер                                                          | - Алиша Киз - Рианна - Sade                                                                                              |
| Favorite Soul/R&B Album                                                                   | Favorite Soundtrack |
| - The Element of Freedom — Алиша Киз - Raymond v. Raymond — Ашер - Soldier of Love — Sade | - Iron Man 2 — AC/DC - Glee: The Music, Volume 3 Showstoppers — Glee Cast - The Twilight Saga: Eclipse — Various artists |
| Favorite Alternative Artist                                                               | Favorite Adult Contemporary Artist                                                                                       |
| - Muse - Phoenix - Vampire Weekend                                                        | - Lady Antebellum - Майкл Бубле - Train                                                                                  |
| Favorite Latin Artist                                                                     | Favorite Contemporary Inspirational Artist                                                                               |
| - Daddy Yankee - Энрике Иглесиас - Шакира                                                 | - Casting Crowns - MercyMe - TobyMac                                                                                     |